# Teorema di Taylor
Il teorema di Taylor, in analisi matematica, è un teorema che fornisce una sequenza di approssimazioni di una funzione differenziabile attorno ad un dato punto mediante i polinomi di Taylor, i cui coefficienti dipendono solo dalle derivate della funzione nel punto.
I polinomi sono tra le funzioni più semplici da utilizzare; molte funzioni possono essere approssimate con polinomi, in modo che tale approssimazione sia "abbastanza" precisa. Il teorema di Taylor spiega in che senso si può ottenere una tale approssimazione utilizzando il polinomio di Taylor. In particolare, la formula di Taylor con il resto di Lagrange si può considerare un'estensione del teorema di Lagrange: infatti ad una funzione differenziabile in un intervallo {\displaystyle (a,x)\subset \mathbb {R} }, e prolungabile con continuità agli estremi, si può applicare il teorema di Lagrange:
{\displaystyle {\frac {f(x)-f(a)}{x-a}}=f^{\prime }(\xi ),}
dove {\displaystyle \xi \in (a,x)}. Da questa si ottiene:
{\displaystyle f(x)=f(a)+f^{\prime }(\xi )(x-a),}
che è un caso particolare della formula di Taylor con il resto di Lagrange.

## Formula di Taylor per funzioni di una variabile
Consideriamo un intervallo {\displaystyle (a,b)\subset \mathbb {R} } ed un punto {\displaystyle x_{0}\in (a,b)}. Sia {\displaystyle f\colon (a,b)\to \mathbb {R} } derivabile {\displaystyle n-1} volte nell'intervallo {\displaystyle (a,b)}, con {\displaystyle n\geq 1}, e supponiamo che la derivata {\displaystyle n}-esima {\displaystyle f^{(n)}} esista nel punto {\displaystyle x_{0}}. Allora, definiamo il polinomio di Taylor di grado {\displaystyle n} come
{\displaystyle \operatorname {T} _{n}(f,x)=f(x_{0})+f^{\prime }(x_{0})(x-x_{0})+{{f^{\prime \prime }(x_{0})} \over {2!}}(x-x_{0})^{2}+\ldots +{{f^{(n)}(x_{0})} \over {n!}}(x-x_{0})^{n}=\sum _{k=0}^{n}{{f^{(k)}(x_{0})} \over k!}(x-x_{0})^{k}}
si ha che
{\displaystyle f(x)=\operatorname {T} _{n}(f,x)+R_{n}(x),}
ove {\displaystyle R_{n}(x)} è un infinitesimo di ordine superiore a {\displaystyle (x-x_{0})^{n}} cioè: 
{\displaystyle \lim _{x\to x_{0}}{R_{n}(x) \over (x-x_{0})^{n}}=0.}
Il resto {\displaystyle R_{n}(x)} si può esprimere in varie forme, che possono risultare più o meno utili a seconda della necessità.

## Resto di Peano
Il resto nella forma di Peano è indicato semplicemente con la notazione di o piccolo:
{\displaystyle R_{n}(x)=\operatorname {o} \left((x-x_{0})^{n}\right).}
Nel caso particolare {\displaystyle n=1}, la formula di Taylor con il resto di Peano diventa:
{\displaystyle f(x)=f(x_{0})+f^{\prime }(x_{0})(x-x_{0})+\operatorname {o} (x-x_{0}).}
Essa esprime un'approssimazione della funzione {\displaystyle f}, derivabile nel punto {\displaystyle x_{0}}, mediante il polinomio di Taylor
{\displaystyle \operatorname {T} _{1}(f,x)=f(x_{0})+f'(x_{0})(x-x_{0}).}
Il grafico di {\displaystyle \operatorname {T} _{1}(f,x)} è la retta tangente al grafico di {\displaystyle f} nel punto di coordinate {\displaystyle (x_{0},f(x_{0}))}. L'approssimazione suddetta è, in generale, migliore rispetto a quella ottenibile a partire dalla sola continuità, che si può esprimere come
{\displaystyle f(x)=f(x_{0})+\operatorname {o} (1).}
La formula di Taylor con il resto di Peano risulta particolarmente utile nel calcolo di limiti di funzioni.

### Dimostrazione
Sia {\displaystyle f\colon [x_{0},b)\to \mathbb {R} } derivabile {\displaystyle n} volte in {\displaystyle x_{0}}, vogliamo dimostrare che
{\displaystyle f(x)=\sum _{k=0}^{n}{{f^{(k)}(x_{0})} \over k!}\,h^{k}+o(h^{n})\qquad \forall x=x_{0}+h\in (x_{0},b),}
Dunque abbiamo che
{\displaystyle o(h^{n})=f(x)-\sum _{k=0}^{n}{{f^{(k)}(x_{0})} \over k!}\,h^{k}}
e per definizione di o-piccolo (dove usiamo la convenzione {\displaystyle f^{(0)}(x_{0})=f(x_{0})} per la "derivata di ordine zero" di {\displaystyle f}). Questo equivale a
{\displaystyle \lim _{h\to 0}{{1} \over {h^{n}}}\left[f(x_{0}+h)-f(x_{0})-f^{\prime }(x_{0})h-\dots -f^{(n)}(x_{0}){{h^{n}} \over {n!}}\right]=0.\qquad (1)}
La dimostriamo per induzione. Per {\displaystyle n=1} la relazione è facilmente verificabile; infatti se esiste {\displaystyle f^{\prime }(x_{0})} la relazione coincide con la condizione di differenziabilità per una funzione di una variabile, ovvero:
{\displaystyle \lim _{h\to 0}{{f(x_{0}+h)-f(x_{0})-f^{\prime }(x_{0})h} \over {h}}=0.}
Supponiamola vera per {\displaystyle n-1} e dimostriamola per {\displaystyle n}. Il rapporto che compare nella {\displaystyle (1)} si presenta nella forma indeterminata {\displaystyle {{0} \over {0}}} per {\displaystyle h\to 0}; osserviamo inoltre che sia il denominatore sia la sua derivata prima {\displaystyle nh^{n-1}}, per {\displaystyle h>0} non assumono mai un valore nullo. 
Sono dunque soddisfatte le ipotesi per applicare il teorema di de l'Hôpital, e allora il limite nella {\displaystyle (1)} viene a coincidere con:
{\displaystyle \lim _{h\to 0}{{f^{\prime }(x_{0}+h)-f^{\prime }(x_{0})-f^{\prime \prime }(x_{0})h-\dots -f^{(n)}(x_{0}){{h^{n-1}} \over {(n-1)!}}} \over {nh^{n-1}}},\qquad (2)}
nel caso quest'ultimo limite esista. Nelle nostre ipotesi la funzione {\displaystyle g(x)=f^{\prime }(x)}, che è definita in un intorno destro di {\displaystyle x_{0},} è derivabile {\displaystyle n-1} volte in {\displaystyle x_{0}} e quindi, osservando che
{\displaystyle f^{(k)}(x_{0})=g^{(k-1)}(x_{0}),\quad k=1,\dots ,n,}
per l'ipotesi induttiva applicata alla funzione {\displaystyle g(x),} segue che il limite nella {\displaystyle (2)} è zero, ossia (data l'eguaglianza dei limiti per la regola di de l'Hôpital):
{\displaystyle f(x_{0}+h)-f(x_{0})-f^{\prime }(x_{0})h-\dots -f^{(n)}(x_{0}){\frac {h^{n}}{n!}}=\operatorname {o} (h^{n}),}
il che dimostra il passo induttivo, e con esso la tesi. Q.E.D.

## Resto di Lagrange
Il resto nella forma di Lagrange afferma che, se la funzione è derivabile {\displaystyle n} volte in un intorno di {\displaystyle x_{0}} (si richiede che sia derivabile almeno {\displaystyle n-1} volte in un intorno del tipo {\displaystyle [x_{0},x)}, più un'altra volta in {\displaystyle (x_{0},x)} per qualche {\displaystyle x}) esiste {\displaystyle \xi } compreso tra {\displaystyle x_{0}} e {\displaystyle x} tale che
{\displaystyle R_{n}(x)={\frac {f^{(n+1)}(\xi )}{(n+1)!}}(x-x_{0})^{n+1}.}
Questa formula permette di interpretare il teorema di Taylor come una generalizzazione del teorema di Lagrange.

### Dimostrazione
Il teorema si dimostra per induzione.
La base induttiva è fatta per {\displaystyle n=0}:
{\displaystyle R_{0}=f(x)-T_{0}(f,x)=f(x)-f(x_{0})=f'(\zeta )(x-x_{0})} vero per il teorema di Lagrange.
Il passo induttivo è fatto considerando il teorema vero per {\displaystyle n-1} e dimostrandolo, con questo, per {\displaystyle n}.
Ponendo
{\displaystyle F(c)=f(c)-T_{n}(f,c)=f(c)-\left(f(x_{0})+f'(x_{0})(c-x_{0})+\ldots +{\frac {f^{(n)}(x_{0})}{n!}}(c-x_{0})^{n}\right),}
e
{\displaystyle G(c)=(c-x_{0})^{n+1},}
con {\displaystyle x<c<x_{0},} allora esiste {\displaystyle x_{1}\in (x,x_{0})} tale che {\displaystyle F'(x_{1})(G(x)-G(x_{0}))=G'(x_{1})(F(x)-F(x_{0}))} per il teorema di Cauchy.
Siccome 
{\displaystyle G'(x_{1})=(n+1)(x_{1}-x_{0})^{n},}
allora
{\displaystyle F'(x_{1})=f'(x_{1})-\left(f'(x_{0})+\ldots +{\frac {f^{(n)}(x_{0})}{(n-1)!}}(x_{1}-x_{0})^{n-1}\right)}
{\displaystyle G(x_{0})=(x_{0}-x_{0})^{n+1}=0,}
{\displaystyle F(x_{0})=f(x_{0})-\left(f(x_{0})+f'(x_{0})(x_{0}-x_{0})+\ldots +{\frac {f^{(n)}(x_{0})}{(n)!}}(x_{0}-x_{0})^{n}\right)=0.}
Sostituendo nella formula ricavata dal teorema di Cauchy:
{\displaystyle \left(f'(x_{1})-\left(f'(x_{0})+\ldots +{\frac {f^{(n)}(x_{0})}{(n-1)!}}(x_{1}-x_{0})^{n-1}\right)\right)(x-x_{0})^{n+1}=(n+1)(x_{1}-x_{0})^{n}\left(f(x)-\left(f(x_{0})+f'(x_{0})(x-x_{0})+\ldots +{\frac {f^{(n)}(x_{0})}{n!}}(x-x_{0})^{n}\right)\right).}
Spostando i fattori che moltiplicano gli sviluppi di Taylor si ottiene:
{\displaystyle {\frac {\left(f'(x_{1})-\left(f'(x_{0})+\ldots +{\frac {f^{(n)}(x_{0})}{(n-1)!}}(x_{1}-x_{0})^{n-1}\right)\right)}{(n+1)(x_{1}-x_{0})^{n}}}={\frac {f(x)-\left(f(x_{0})+f'(x_{0})(x-x_{0})+\ldots +{\frac {f^{(n)}(x_{0})}{n!}}(x-x_{0})^{n}\right)}{(x-x_{0})^{n+1}}}.}
Applicando l'ipotesi induttiva su {\displaystyle f',} ossia {\displaystyle f'(x_{1})=T_{n-1}(f',x_{1})+R_{n-1}(x_{1}),} esplicitando:
{\displaystyle f'(x_{1})-\left(f'(x_{0})+\ldots +{\frac {f^{(n-1+1)}(x_{0})}{(n-1)!}}(x_{1}-x_{0})^{n-1}\right)={\frac {f^{(n+1)}(\zeta )}{(n)!}}(x_{1}-x_{0})^{n},}
con {\displaystyle \zeta \in (x_{0},x)}
quindi sostituendo:
{\displaystyle f(x)-\left(f(x_{0})+f(x_{0})(x-x_{0})+\ldots +{\frac {f^{(n)}(x_{0})}{n!}}(x-x_{0})^{n}\right)={\frac {1}{(n+1)(x_{1}-x_{0})^{n}}}\cdot {\frac {f^{(n+1)}(\zeta )}{n!}}(x_{1}-x_{0})^{n}\cdot (x-x_{0})^{n+1}={\frac {f^{(n+1)}(\zeta )}{(n+1)!}}(x-x_{0})^{n+1},}
ma il termine a primo membro è proprio {\displaystyle R_{n}=f(x)-T_{n}(f,x)}, quindi semplificando al secondo membro si ottiene:
{\displaystyle R_{n}={\frac {f^{(n+1)}(\zeta )}{(n+1)!}}(x-x_{0})^{n+1}} con {\displaystyle \zeta \in (x_{0},x)}. Q.E.D.

## Resto di Cauchy
Il resto nella forma di Cauchy afferma che esiste {\displaystyle \xi } compreso tra {\displaystyle x} e {\displaystyle x_{0}} tale che
{\displaystyle R_{n}(x)={\frac {f^{(n+1)}(\xi )}{n!}}(x-\xi )^{n}(x-x_{0}).}
Questa forma si può generalizzare nel seguente modo: se {\displaystyle G(t)} è una funzione continua su {\displaystyle [a,x]} e differenziabile su {\displaystyle (a,x)} con derivata non nulla, allora esiste {\displaystyle \xi } compreso tra {\displaystyle x} e {\displaystyle x_{0}} tale che
{\displaystyle R_{n}(x)={\frac {f^{(n+1)}(\xi )}{n!}}(x-\xi )^{n}\cdot {\frac {G(x)-G(a)}{G^{\prime }(\xi )}},}
generalizzando dunque il teorema di Cauchy.

## Resto integrale
Il resto nella forma integrale, che al contrario dei precedenti è valido anche se {\displaystyle f} assume valori complessi, afferma che se {\displaystyle f^{(n)}} è assolutamente continua in {\displaystyle [a,x]}, allora 
{\displaystyle R_{n}(x)=\int _{a}^{x}{{\frac {f^{(n+1)}(t)}{n!}}(x-t)^{n}\,\operatorname {d} t}.}
Questa forma mostra il teorema di Taylor come una generalizzazione del teorema fondamentale del calcolo.

## Formula di Taylor per funzioni di più variabili
Per funzioni di più variabili, la scrittura completa si fa più pesante e fa uso dei multiindici. Sia {\displaystyle f\colon \Omega \subseteq \mathbb {R} ^{n}\to \mathbb {R} } di classe {\displaystyle C^{k}(\Omega ),} dove {\displaystyle \Omega } è un insieme aperto. Allora in un intorno di {\displaystyle \mathbf {a} \in \Omega }:
{\displaystyle {\begin{aligned}&f(\mathbf {x} )=\sum _{|\alpha |\leq k}{\frac {\operatorname {D} ^{\alpha }f(\mathbf {a} )}{\alpha !}}(\mathbf {x} -\mathbf {a} )^{\alpha }+\sum _{|\alpha |=k}R_{\alpha }(\mathbf {x} )(\mathbf {x} -\mathbf {a} )^{\alpha },\\&\lim _{\mathbf {x} \to \mathbf {a} }R_{\alpha }(\mathbf {x} )=0.\end{aligned}}}

### Formula di Taylor in due variabili di ordine 1
Sia {\displaystyle f} una funzione di classe {\displaystyle C^{1}(\Omega ),} con {\displaystyle \Omega } aperto di {\displaystyle \mathbb {R} ^{2}.} Si vuole calcolare il polinomio di Taylor in {\displaystyle (x_{0},y_{0})\in \Omega ,} allora:
{\displaystyle f(x_{0}+h,y_{0}+k)=f(x_{0},y_{0})+f_{x}(x_{0},y_{0})\cdot h+f_{y}(x_{0},y_{0})\cdot k+R(h,k),}
dove {\displaystyle h=x-x_{0}} e {\displaystyle k=y-y_{0}} e {\displaystyle R(h,k)=o(\lVert (h,k)\rVert )} indica il resto.
Come per le funzioni di una variabile, se le derivate seconde sono limitate da un numero {\displaystyle M,} allora si ha:
{\displaystyle |R(h,k)|\leq M(h^{2}+k^{2}).}
Da cui segue anche l'espressione del differenziale esatto
{\displaystyle df=f(x+dx,y+dy)-f(x,y)={\frac {\partial f}{\partial x}}\cdot dx+{\frac {\partial f}{\partial y}}\cdot dy.}

### Formula di Taylor in due variabili di ordine 2
{\displaystyle {\begin{aligned}f(x_{0}+h,y_{0}+k)&=f(x_{0},y_{0})+f_{x}(x_{0},y_{0})\cdot h+f_{y}(x_{0},y_{0})\cdot k+\\&+{\frac {1}{2!}}\left[f_{xx}(x_{0},y_{0})h^{2}+2f_{xy}(x_{0},y_{0})hk+f_{yy}(x_{0},y_{0})k^{2}\right]+\\&+R(h,k),\end{aligned}}}
dove {\displaystyle R(h,k)=o(\lVert (h,k)\rVert ^{2}).}

### Formula di Taylor in due variabili di ordine 3
{\displaystyle {\begin{aligned}f(x_{0}+h,y_{0}+k)&=f(x_{0},y_{0})+f_{x}(x_{0},y_{0})\cdot h+f_{y}(x_{0},y_{0})\cdot k+\\&+{\frac {1}{2!}}\left[f_{xx}(x_{0},y_{0})h^{2}+2f_{xy}(x_{0},y_{0})hk+f_{yy}(x_{0},y_{0})k^{2}\right]+\\&+{\frac {1}{3!}}\left[f_{xxx}(x_{0},y_{0})h^{3}+3f_{xxy}(x_{0},y_{0})h^{2}k+3f_{xyy}(x_{0},y_{0})hk^{2}+f_{yyy}(x_{0},y_{0})k^{3}\right]+\\&+R(h,k),\end{aligned}}}
dove {\displaystyle R(h,k)=o(\lVert (h,k)\rVert ^{3}).}

### Formula di Taylor in due variabili di ordinen
L'ordine {\displaystyle n}-esimo può essere ricavato dalla seguente sommatoria:
{\displaystyle {\frac {1}{n!}}\sum _{l=0}^{n}{n \choose l}{\frac {\partial ^{n}f(x,y)}{\partial x^{n-l}\partial y^{l}}}|_{(x=x_{0},y=y_{0})}(x-x_{0})^{n-l}(y-y_{0})^{l}.}